# (4350) Shibecha
(4350) Shibecha es un asteroide perteneciente al cinturón de asteroides, descubierto el 26 de octubre de 1989 por Seiji Ueda y el astrónomo Hiroshi Kaneda desde el Kushiro Marsh Observatory, Hokkaido, Japón.

## Designación y nombre
Designado provisionalmente como 1989 UG1. Fue nombrado Shibecha en honor al municipio Shibecha situado a 47 km al norte de Kushiro. Su población ganadera, 45 500, es cuatro veces mayor que la de su población humana.

## Características orbitales
Shibecha está situado a una distancia media del Sol de 2,627 ua, pudiendo alejarse hasta 3,135 ua y acercarse hasta 2,119 ua. Su excentricidad es 0,193 y la inclinación orbital 13,69 grados. Emplea 1555 días en completar una órbita alrededor del Sol.

## Características físicas
La magnitud absoluta de Shibecha es 12,2. Tiene 11,489 km de diámetro y su albedo se estima en 0,176.